# Pilar Fernández de Valderrama
Pilar Fernández de Valderrama (Valladolid, 7 de noviembre de 1948) es una exatleta española. Fue campeona de España en 11 ocasiones en pruebas de fondo y mantuvo el récord de España de 5000 metros  desde 1981 a 1988.
Practicó inicialmente baloncesto donde llegó a jugar en primera división. Comenzó su carrera en el atletismo de forma tardía con veintisiete años, siendo ya madre y profesora de lengua y literatura. Fue múltiple campeona de España: dos veces en campo a través, en seis ocasiones en la modalidad de 3000 metros, dos en 5000 y una vez también en la prueba de relevos 4x100.
Representó a España en una veintena de competiciones internacionales. Participó en el primer campeonato del mundo de atletismo celebrado en Helsinki en 1983, en la prueba de 3000 metros lisos.

## Vida privada
Esta casada con Alfonso Enciso Recio y su hijo Álvar Enciso es un exjugador de rugby profesional, jugó para la Selección Española.